# Романкове (зупинний пункт)
Романко́ве — пасажирський залізничний зупинний пункт Дніпровської дирекції Придніпровської залізниці на перетині двох ліній Запоріжжя-Кам'янське — Гребля та Романкове — Тритузна між станціями Запоріжжя-Кам'янське (8 км), Кам'янське (4 км) та Тритузна (4 км). Розташований на півночі міста Кам'янське Дніпропетровської області (с-ще Дніпробуд, Заводський район), неподалік підприємства «Дніпроцемент».

## Пасажирське сполучення
Станом на лютий 2020 року через зупинний пункт у вихідні дні курсувала одна пара приміських електропоїздів сполученням Дніпро-Головний — Балівка, проте не зупинялися. Наразі рух приміських електропоїздів даною лінію не використовується.